# Самаринка (река)
Сама́ринка (Переде́лка, Ба́ковка) — река на территории городов Одинцово и Москва, крупнейший левый приток Сетуни. В основном протекает в открытом русле.

## История
Река названа по Самаринскому пруду или непосредственно по фамилии Самариных, владельцев усадьбы Измалково.
Название Баковка впервые упоминается в конце XVI в. как «пустошь, что была деревня Кудринская, Осташково, Баково тож, на речке на Баковке». Неизвестно, называлась ли Баковкой собственно Самаринка или один из её левых истоков или притоков.

## Современное описание
Река начинается от прудов-отстойников у станции Одинцово. Начальный участок убран в коллектор при продлении улицы Маковского в Одинцове. На реке два крупных пруда, Глазынинский (Глазынка), у Минского шоссе, и Самаринский, площадью 8 га и максимальной глубиной 6 м, при впадении крупного левого притока со стороны платформы Баковка. На берегах реки расположены также деревни Измалково и Переделки. Ниже по течению является границей Москвы. Впадает в Сетунь опять же у границы Москвы, в 0,8 км ниже по течению моста Киевского направления МЖД. Разветвлённая сеть притоков собирает воду с территории Одинцова и Мамонова. Река многоводна, в основном за счёт городских стоков.